# Hamburg International Queer Film Festival
Das Hamburg International Queer Film Festival ist Deutschlands größtes und von Beginn an queeres Filmfestival. Einmal jährlich im Oktober lockt es rund 15.000 Besucher in die Hamburger Kinos, zu verschiedenen Rahmenveranstaltungen und dazugehörigen Partys. Seit den Anfängen 1989 sind die Filmtage zu einer der wichtigsten queeren Veranstaltungen in der Hansestadt geworden und sind damit fester Bestandteil der Hamburger Kulturlandschaft. Das Hamburg International Queer Film Festival (bis 2021: Lesbisch Schwule Filmtage) ist zudem nach dem Filmfest Hamburg das zweitgrößte Hamburger Filmfestival.

## Das Festival
Das Festival entstand aus einem autonomen Seminar an der Universität Hamburg im Wintersemester 1989/90 und fand erstmals im Juni 1990 im Hamburger Metropolis Kino statt. Seit 1995 findet es jährlich in der dritten Woche im Oktober statt. An sechs Tagen werden in etwa 55 Vorführungen über 100 Kurz- und Langfilme gezeigt. Jedes Jahr kommen zahlreiche Filmemacher als Gäste aus Deutschland, Europa und Übersee zu den Filmtagen nach Hamburg. Etwa 10.000 Besucher kommen in die Vorstellungen, mit allen Rahmenveranstaltungen zählen die Filmtage inzwischen jährlich etwa 15.000 Besucher. 
Im Jahr 2010 wurde der Name „Lesbisch Schwule Filmtage Hamburg“ nach intensiven Diskussionen um den englischsprachigen Zusatz „International Queer Film Festival“ ergänzt. Begründet wurde dies sowohl mit der internationalen Ausrichtung des Festivals, die stärker zutage treten sollte, als auch damit, dass schon der Festivalname das gesamte thematische Spektrum des Festivals (lesbische, schwule, transgender, intersex, queere und andere Thematiken rund um Geschlecht und Sexualität und Gesellschaft) widerspiegeln sollte.
2021 haben sich die Filmtage nochmals umbenannt: Die „Lesbisch Schwulen Filmtage Hamburg“ heißen nun „Hamburg International Queer Film Festival“. Damit wird die 2010 hinzugenommen Erweiterung des Namens zum Hauptnamen. Ziel war es, das Festival auch namentlich inklusive zu machen.
Das Hamburg International Queer Film Festival wird von einem weitgehend ehrenamtlich arbeitenden Festivalteam ausgerichtet und organisiert. Zahlreiche Helfer unterstützen das Festival. Es gibt keine Festivalleitung oder Programmdirektion. Seit Herbst 2009 existiert zusätzlich eine bezahlte Stelle (32 Wochenstunden), die die Koordination der Bereiche Fundraising und Sponsoring sowie administrative Anteile umfasst.
Die Filmtage finanzieren sich durch die Einnahmen aus dem Kartenverkauf, durch eine Förderung der Kulturbehörde der Freien und Hansestadt Hamburg sowie durch Spenden- und Sponsorengelder.

## Wettbewerbe und Preise
Im Rahmen des Festivals gibt es derzeit fünf Wettbewerbe, in denen sieben Preise vergeben werden. Über die meisten entscheidet das Festivalpublikum per Stimmkarte:
- Seit 1997 gibt es die URSULA für den besten schwulen bzw. lesbischen Kurzfilm des Programms. URSULA stand ursprünglich als Akronym für „Unser reizvollster schwuler und lesbischer Amateurfilm“, da zunächst ausschließlich Amateurfilme gezeigt wurden. Inzwischen ist dieser internationale Kurzfilm-Wettbewerb in den Kategorien schwul, lesbisch und transgender (2005–2009) mit einem Preisgeld von je 1.000 Euro dotiert. 2010 ging die Kategorie transgender in der neuen Kategorie URSULA gender bender auf. Damit wird der Tatsache Rechnung getragen, dass nicht nur reine transgender Kurzfilme, sondern auch Filme z. B. zum Thema Intersexualität in diesen Wettbewerb integriert werden.
- Von 1998 bis 2008 wurde die EUROLA für den beliebtesten europäischen Langfilm des Programms vergeben. 2009 ging die EUROLA in der GLOBOLA auf.
- Die GLOBOLA ging von 2003 bis 2008 an den beliebtesten internationalen Langfilm des Programms. Seit 2009 ist sie der Preis für den beliebtesten Spielfilm (dotiert mit 1.000 Euro, gestiftet von Hamburg Pride e. V.).
- Seit 2008 existiert mit der DOKULA ein Preis für den besten langen Dokumentarfilm. Das Preisgeld von 1.000 Euro wurde von 2008 bis 2012 vom Verein gay-web e. V. gestiftet.

Die Preise bestehen jeweils aus einer kleinen Statuette, die bis 2003 die Berliner Künstlerin Birgit Neppl gestaltete. Seit 2004 werden sie von der Hamburger Designerin Jule K. gestaltet. Verliehen wird ein gerahmtes Porträtfoto der Statuette mit einer Plakette, auf der das Jahr der Auszeichnung, der Festivalname und der Preisträger (Film und Regisseur) eingraviert sind.
- Seit 2006 gibt es einen Wettbewerb für den nationalen queeren Filmnachwuchs: „Made in Germany“. Er ersetzt den Wettbewerb „Made in Hamburg“, der 2005 erstmals stattfand. Dem Gewinner oder der Gewinnerin wird ein filmbezogener Sachpreis zuerkannt, seit 2008 ist dies ein Distributionsvertrag mit einem DVD-Verlag.

- Seit dem Jubiläumsjahr 2009 wird ein Jurypreis vergeben. Eine dreiköpfige internationale Jury aus Filmfachleuten entscheidet, welcher Spiel- oder Dokumentarfilm der etwa ein Dutzend vom Team nominierten Festivalbeiträge 5.000 Euro Preisgeld erhält. Damit ist der Jurypreis der Lesbisch Schwulen Filmtage Hamburg der bestdotierte queere Filmpreis in Deutschland. Erster Preisträger des Jurypreises der Lesbisch Schwulen Filmtage Hamburg | International Queer Film Festival war der kanadische Regisseur John Greyson. Er wurde für seinen Film Fig Trees ausgezeichnet.